# Yeongdeok
Huyện Yeongdeok (Hán-Việt: Doanh Đức) là một quận ở đạo (tỉnh) Gyeongsang Bắc, Hàn Quốc. Quận này có diện tích 741,05 km², dân số năm 2002 là 52697 người.

## Khí hậu
| Dữ liệu khí hậu của Yeongdeok            | Dữ liệu khí hậu của Yeongdeok | Dữ liệu khí hậu của Yeongdeok | Dữ liệu khí hậu của Yeongdeok | Dữ liệu khí hậu của Yeongdeok | Dữ liệu khí hậu của Yeongdeok | Dữ liệu khí hậu của Yeongdeok | Dữ liệu khí hậu của Yeongdeok | Dữ liệu khí hậu của Yeongdeok | Dữ liệu khí hậu của Yeongdeok | Dữ liệu khí hậu của Yeongdeok | Dữ liệu khí hậu của Yeongdeok | Dữ liệu khí hậu của Yeongdeok | Dữ liệu khí hậu của Yeongdeok |
| Tháng                                    | 1                             | 2                             | 3                             | 4                             | 5                             | 6                             | 7                             | 8                             | 9                             | 10                            | 11                            | 12                            | Năm                           |
| ---------------------------------------- | ----------------------------- | ----------------------------- | ----------------------------- | ----------------------------- | ----------------------------- | ----------------------------- | ----------------------------- | ----------------------------- | ----------------------------- | ----------------------------- | ----------------------------- | ----------------------------- | ----------------------------- |
| Trung bình ngày tối đa °C (°F)           | 5.7 (42.3)                    | 7.7 (45.9)                    | 11.8 (53.2)                   | 18.2 (64.8)                   | 22.5 (72.5)                   | 25.1 (77.2)                   | 28.1 (82.6)                   | 28.8 (83.8)                   | 24.8 (76.6)                   | 20.7 (69.3)                   | 14.6 (58.3)                   | 8.5 (47.3)                    | 18.0 (64.4)                   |
| Trung bình ngày °C (°F)                  | 0.7 (33.3)                    | 2.4 (36.3)                    | 6.4 (43.5)                    | 12.3 (54.1)                   | 16.7 (62.1)                   | 20.1 (68.2)                   | 23.7 (74.7)                   | 24.4 (75.9)                   | 20.0 (68.0)                   | 14.8 (58.6)                   | 8.8 (47.8)                    | 3.2 (37.8)                    | 12.8 (55.0)                   |
| Tối thiểu trung bình ngày °C (°F)        | −3.6 (25.5)                   | −2.2 (28.0)                   | 1.3 (34.3)                    | 6.3 (43.3)                    | 11.1 (52.0)                   | 15.5 (59.9)                   | 20.2 (68.4)                   | 20.8 (69.4)                   | 15.7 (60.3)                   | 9.6 (49.3)                    | 3.6 (38.5)                    | −1.4 (29.5)                   | 8.1 (46.6)                    |
| Lượng Giáng thủy trung bình mm (inches)  | 37.4 (1.47)                   | 37.4 (1.47)                   | 53.0 (2.09)                   | 64.0 (2.52)                   | 75.6 (2.98)                   | 119.8 (4.72)                  | 189.7 (7.47)                  | 216.9 (8.54)                  | 155.9 (6.14)                  | 53.2 (2.09)                   | 45.6 (1.80)                   | 24.2 (0.95)                   | 1.072,7 (42.23)               |
| Số ngày giáng thủy trung bình (≥ 0.1 mm) | 4.8                           | 5.4                           | 7.1                           | 6.6                           | 7.4                           | 8.7                           | 11.6                          | 11.3                          | 9.1                           | 5.7                           | 5.3                           | 3.5                           | 86.5                          |
| Độ ẩm tương đối trung bình (%)           | 52.9                          | 56.0                          | 61.3                          | 60.7                          | 65.2                          | 73.8                          | 79.1                          | 80.0                          | 77.7                          | 68.7                          | 60.2                          | 53.4                          | 65.7                          |
| Số giờ nắng trung bình tháng             | 208.0                         | 195.3                         | 217.5                         | 242.2                         | 254.6                         | 215.6                         | 194.1                         | 209.6                         | 192.3                         | 217.5                         | 195.3                         | 204.4                         | 2.550,5                       |
| Nguồn:                                   |                               |                               |                               |                               |                               |                               |                               |                               |                               |                               |                               |                               |                               |